# Saint-Berthevin (Mayenne)
Saint-Berthevin és un municipi francès situat al departament de Mayenne i a la regió de País del Loira. L'any 2007 tenia 6.964 habitants.

## Demografia

### Població
El 2007 la població de fet de Saint-Berthevin era de 6.964 persones. Hi havia 2.778 famílies de les quals 663 eren unipersonals (235 homes vivint sols i 428 dones vivint soles), 1.060 parelles sense fills, 910 parelles amb fills i 145 famílies monoparentals amb fills.
La població ha evolucionat segons el següent gràfic:
Habitants censats

### Habitatges
El 2007 hi havia 2.930 habitatges, 2.812 eren l'habitatge principal de la família, 13 eren segones residències i 105 estaven desocupats. 2.420 eren cases i 506 eren apartaments. Dels 2.812 habitatges principals, 1.933 estaven ocupats pels seus propietaris, 867 estaven llogats i ocupats pels llogaters i 12 estaven cedits a títol gratuït; 25 tenien una cambra, 148 en tenien dues, 364 en tenien tres, 766 en tenien quatre i 1.509 en tenien cinc o més. 2.062 habitatges disposaven pel capbaix d'una plaça de pàrquing. A 1.297 habitatges hi havia un automòbil i a 1.328 n'hi havia dos o més.

### Piràmide de població
La piràmide de població per edats i sexe el 2009 era:
| Homes | Edats   | Dones |
| ----- | ------- | ----- |
| 0     | 95 o +  | 12    |
| 20    | 90 a 94 | 24    |
| 32    | 85 a 89 | 48    |
| 28    | 80 a 84 | 48    |
| 48    | 75 a 79 | 112   |
| 124   | 70 a 74 | 116   |
| 172   | 65 a 69 | 160   |
| 172   | 60 a 64 | 184   |
| 212   | 55 a 59 | 268   |
| 300   | 50 a 54 | 256   |
| 208   | 45 a 49 | 288   |
| 312   | 40 a 44 | 264   |
| 208   | 35 a 39 | 256   |
| 196   | 30 a 34 | 208   |
| 204   | 25 a 29 | 180   |
| 196   | 20 a 24 | 128   |
| 276   | 15 a 19 | 280   |
| 288   | 10 a 14 | 268   |
| 236   | 5 a 9   | 260   |
| 184   | 0 a 4   | 136   |

## Economia
El 2007 la població en edat de treballar era de 4.336 persones, 3.142 eren actives i 1.194 eren inactives. De les 3.142 persones actives 2.888 estaven ocupades (1.471 homes i 1.417 dones) i 254 estaven aturades (105 homes i 149 dones). De les 1.194 persones inactives 576 estaven jubilades, 397 estaven estudiant i 221 estaven classificades com a «altres inactius».

### Ingressos
El 2009 a Saint-Berthevin hi havia 2.860 unitats fiscals que integraven 7.209,5 persones, la mediana anual d'ingressos fiscals per persona era de 18.736 €.

### Activitats econòmiques
Dels 368 establiments que hi havia el 2007, 7 eren d'empreses extractives, 2 d'empreses alimentàries, 4 d'empreses de fabricació de material elèctric, 5 d'empreses de fabricació d'elements pel transport, 28 d'empreses de fabricació d'altres productes industrials, 39 d'empreses de construcció, 121 d'empreses de comerç i reparació d'automòbils, 20 d'empreses de transport, 16 d'empreses d'hostatgeria i restauració, 5 d'empreses d'informació i comunicació, 26 d'empreses financeres, 18 d'empreses immobiliàries, 33 d'empreses de serveis, 30 d'entitats de l'administració pública i 14 d'empreses classificades com a «altres activitats de serveis».
Dels 87 establiments de servei als particulars que hi havia el 2009, 1 era una oficina de correu, 6 oficines bancàries, 1 funerària, 21 tallers de reparació d'automòbils i de material agrícola, 2 tallers d'inspecció tècnica de vehicles, 1 establiment de lloguer de cotxes, 1 autoescola, 6 paletes, 6 guixaires pintors, 6 fusteries, 7 lampisteries, 8 electricistes, 5 perruqueries, 10 restaurants, 4 agències immobiliàries, 1 tintoreria i 1 saló de bellesa.
Dels 47 establiments comercials que hi havia el 2009, 1 era un hipermercat, 1 un supermercat, 2 grans superfícies de material de bricolatge, 2 fleques, 2 carnisseries, 1 una botiga de congelats, 1 una llibreria, 7 botigues de roba, 2 botigues d'equipament de la llar, 2 sabateries, 2 botigues d'electrodomèstics, 9 botigues de mobles, 5 botigues de material esportiu, 1 una botiga de material de revestiment de parets i terra, 2 drogueries, 2 perfumeries i 5 floristeries.
L'any 2000 a Saint-Berthevin hi havia 57 explotacions agrícoles que ocupaven un total de 1.200 hectàrees.

## Equipaments sanitaris i escolars
El 2009 hi havia 3 farmàcies i 1 ambulància.
El 2009 hi havia 2 escoles maternals i 3 escoles elementals.
Saint-Berthevin disposava d'un centre de formació no universitària superior de formació tècnica. Disposava d'un centre d'altres ensenyaments superiors.

## Poblacions més properes
El següent diagrama mostra les poblacions més properes.